# Sick of Life
«Sick of Life» — песня со второго альбома Awake группы Godsmack. Песня является самой известной в рекламных роликах ВМС США «Accelerate Your Life». Песня была написана в течение тура который проходил в поддержку их первого, одноимённого альбома.

## Ситуация с военными
Салли Эрна, фронтмен группы, сказал на ArthurMag.com об использовании песни в ВМС США:
«Военные сами к нам пришли, хотите верьте, хотите нет. Кто-то в военно-морских силах любит нашу группу, потому что они использовали Awake три года, а потом пришли к нам и продлили контракт за Sick of Life. Что ж, я даже не знаю. Наверно кто-то так считает, что музыка эта мотивация для рекламы вербовки.» Салли Эрна также сказал, что он не поддерживет войны.